# Вулиця Олійна
Вулиця Олійна — вулиця в Личаківському районі Львова, у місцевості Знесіння. Пролягає від вулиці Богдана Хмельницького до вулиці Метлинського.
Прилучаються вулиці Туркменська та Алішера Навої.

## Історія та забудова
Вулиця виникла в першій половині XX століття, у 1933 році отримала сучасну назву (за польських часів — Олейова, за часів нацистської окупації, у 1943 році — Ельґассе).
До вулиці приписано лише кілька будинків. Триповерховий наріжний будинок № 36 зведений у 1930-х роках у стилі конструктивізму, далі по вулиці стоять ще кілька двоповерхових будинків барачного типу 1950-х років.